# Louis Martrou
Louis Martrou (né le 16 février 1866 à La Palme et mort le 17 février 1964 à Toulouse) est un pionnier de la spéléologie française.
Propriétaire-viticulteur à Sigean et à Roquefort-des-Corbières (Aude), il découvre et explore, entre autres, les Barrencs de la Serre et de Saint-Clément. Il visite dès 1890 des cavités verticales de sa commune. Il descend seul jusqu'à 100 mètres de profondeur.
Il rencontre Édouard-Alfred Martel qui lui propose de collaborer ; mais il refuse l'offre et arrête ses explorations.